# Stelle principali della costellazione delle Vele
Segue un prospetto delle stelle principali della costellazione delle Vele, elencate per magnitudine decrescente.